# Алексєєва Галина Олександрівна
Алексєєва Галина Олександрівна (27 листопада 1946 — 4 лютого 2024) — радянська стрибунка у воду.
Бронзова медалістка Олімпійських Ігор 1964 року, учасниця 1968 року.